# Heckermühle

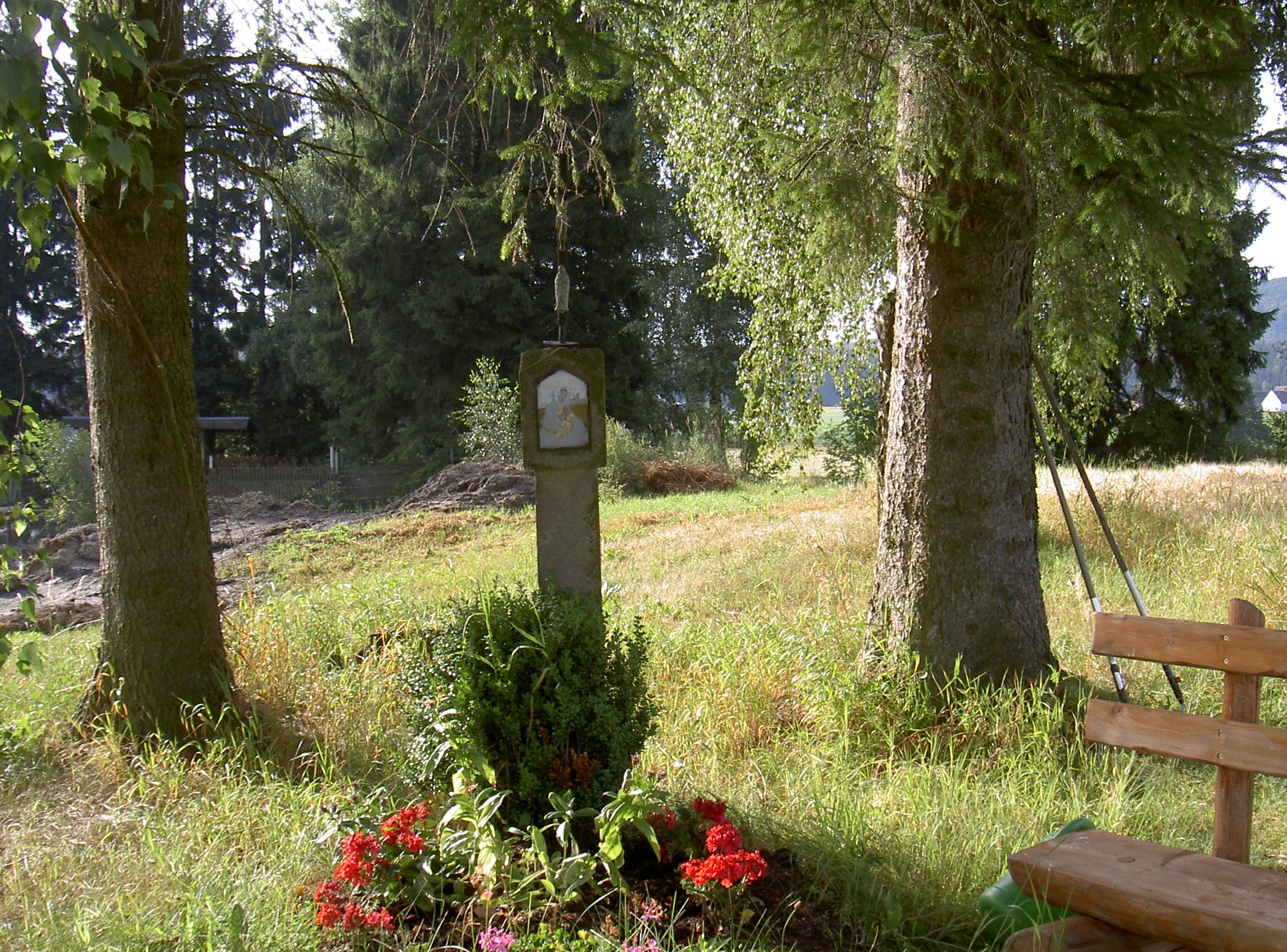
Heckermühle Marterl

Heckermühle ist ein Gemeindeteil des Marktes Eslarn im oberpfälzischen Landkreis Neustadt an der Waldnaab.

## Geographische Lage
Die Einöde Heckermühle liegt am Fuß des Heckermühlberges etwa zwei Kilometer südlich von Eslarn. Sie befindet sich am Zusammenfluss von Lohgraben und Ödbach zum Loisbach, der durch Eslarn fließt und etwa 20 km weiter nordwestlich bei der Hechtlmühle in die Pfreimd mündet.
Die Quellen des Ödbachs entspringen an den Hängen des Stangen- und des Stückberges. Der Lohgraben entspringt in einem Feuchtgebiet in der Nähe von Paßenrieth.
Die Nachbarorte von Heckermühle sind im Norden Eslarn, im Südosten Ödmeiersrieth, im Süden Premhof und im Südwesten Gmeinsrieth.

## Geschichte
Zum Stichtag 23. März 1913 (Osterfest) wurde Heckermühle als Teil der Pfarrei Eslarn mit einem Haus und 6 Einwohnern aufgeführt.
Am 31. Dezember 1990 war die Heckermühle unbewohnt und gehörte zur Pfarrei Eslarn.

## Kultur und Sehenswürdigkeiten
An der Heckermühle befindet sich ein kleines Naturbad.